# Императорское Русское археологическое общество
Императорское Русское Археологическое общество (первоначально Археологическо-нумизматическоe обществo) — научное общество в Российской империи.

## История
Основано в Санкт-Петербурге в 1846 году как Санкт-Петербургское археологическо-нумизматическое общество. Оно обязано своим возникновением известным нумизматам Бернгарду Кёне и Якову Рейхелю. С самого начала активное участие в образовании общества принял молодой граф А. С. Уваров. По примеру западноевропейских учёных было решено образовать археологическое общество, «посредством которого бы любители археологии и нумизматики могли бы находиться в постоянных сношениях и, сообщая взаимно плоды разысканий и трудов своих, принести некоторую пользу наукам в отечестве, распространяя в оном и вне пределов Империи полезные сведения о фактах археологии и нумизматики» (из первого отчёта общества за 1846 год). 15 мая 1846 года при содействии и поддержке президента Академии художеств Максимилиана Лейхтенбергского (ставшего также первым президентом общества) получено разрешение императора Николая I на утверждение «Статутов Археологическо-нумизматического общества».

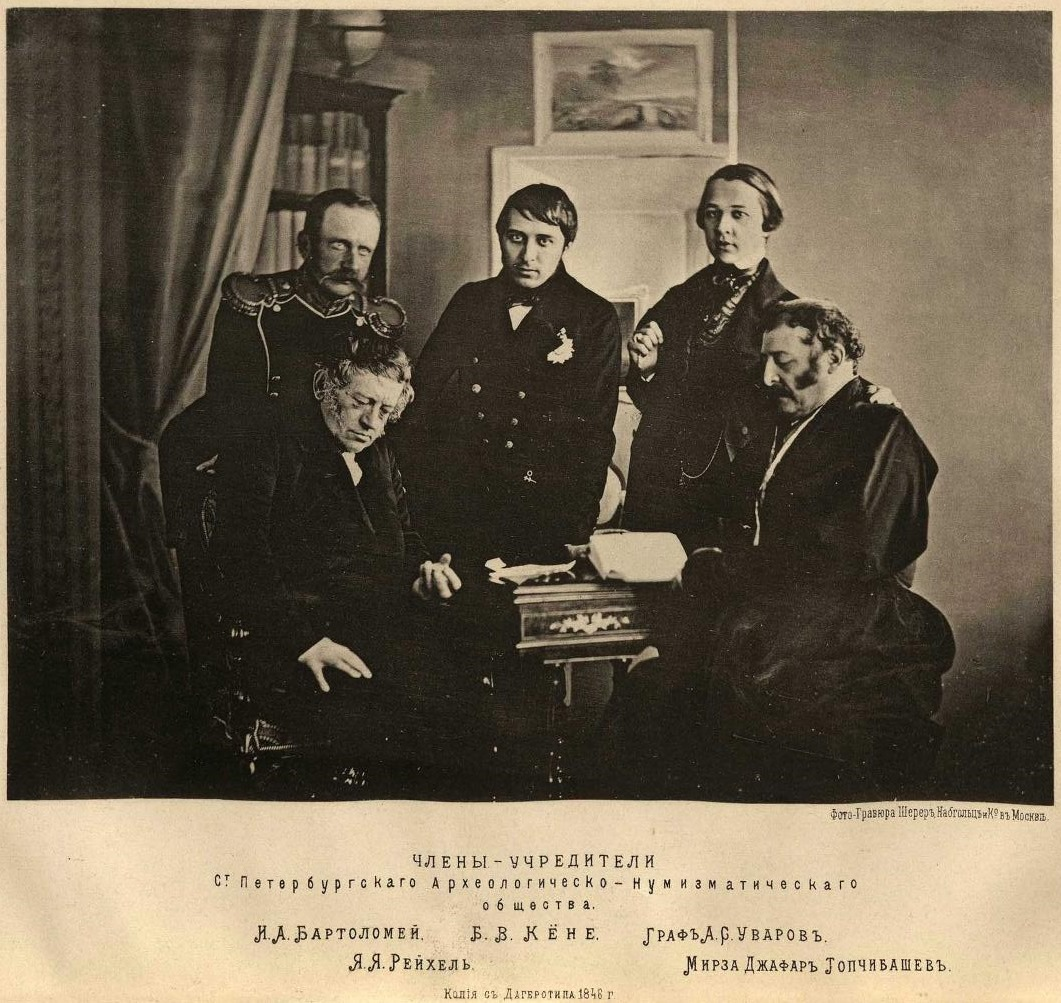
Учредители С.-Петербургского археологическо-нумизматического общества. 1848 год

Новое общество поставило себе целью «не только изучение классической археологии в собственном её смысле, но и в особенности археологии и нумизматики новейших времен, стран Западных и Восточных. Оно будет иметь в виду также ознакомление с существованием монет, медалей и изящных произведений древности, ещё неизвестных в ученом мире, которые бы могли быть открыты в России» (§ 1 устава). Вначале общество действительно ограничивало себя классической археологией и современной нумизматикой, в основном стран Запада. На это, кроме тогдашнего интереса археологов к античности, влиял также факт, что большинство основателей были иностранцами, как и все должностные лица: вице-президентами были Я. Я. Рейхель и Ф. А. Жиль, секретарями — Бернгард Кёне (для иностранной переписки) и штабс-капитан лейб-гвардии егерского полка Бартоломей (для русской переписки), казначеем — Демезон. Одним из первых основателей этого общества был востоковед азербайджанского происхождения, профессор персидской словесности Санкт-Петербургского университета, член Лондонского азиатского общества, тайный советник Мирза Джафар Топчибашев (1790—1869), сидящий справа на фотографии.
Согласно § 9 устава «общество издаёт статьи о своих трудах на русском, французском и немецком яз. и … обязано заботиться, дабы те из них, которые касаются собственно до России, были всегда писаны или переводимы на природный язык», однако до 1849 года все статьи были написаны на иностранных языках. Так, практически все статьи (в основном по нумизматике) в выходившем с 1847 года журнале Mémoires de la société archéologique et de numismatique de St.-Petersburg (фр.) были написаны на французском и немецком языках (одна статья на английском).
С 1847 года, по ходатайству А. С. Уварова, было утверждено решение выделять ежегодно на нужды Общества по 3000 рублей.
26 октября 1849 года общество было переименовано в «Императорское археологическое Общество». Новый устав по-прежнему ограничивал деятельность общества нумизматикой и классической археологией: «Предметом своим Общество имеет изучение археологии классической, преимущественно же памятников средних веков, и нумизматики новейшей, как восточной, так и западной, обращая в особенности внимание на монеты, медали и другие предметы древнего искусства, находящиеся или открываемые в России». Однако потребности времени, укрепление науки в России и интересы русских участников привели к изменению характера общества. Так, русские члены стали издавать специальное издание отчётов общества на русском языке, с добавлением статей о русских древностях. Член-основатель общества П. С. Савельев уже на первом заседании 1847 года продвигал необходимость изучения восточных древностей, особенно мусульманского Востока. В связи с внесением в круг интересов общества археологии России и Востока, в 1849 году общество стало независимо от Mémoires и одновременно с ними издавать «Записки» на русском языке. Первый том «Записок» вышел в том же году под редакцией П. С. Савельева, который был выбран секретарём для ведения корреспонденции на русском языке. Этот же год ознаменовался учреждением, по замыслу А. С. Уварова, премий для поощрения научных работ на русском языке по «Русской нумизматике или из круга древностей русских». Вначале сумма премии составляла 300 рублей, затем была увеличена. В результате появились такие известные работы как исследование И. Е. Забелина «О металлическом производстве в России», Ровинского «История русских школ иконописания до конца XVII века», Тизенгаузена «О саманидских монетах».
В связи с расширением деятельности общества герцог Лейхтенбергский на февральском заседании 1851 года предложил «для большего успеха в ученых работах гг. членов разделить труды Общества на след. три отдела: 1) отделение русской и славянской археологии, 2) отделение восточной археологии и 3) отделение древнеклассической, византийской и западноевропейской археологии — каждое со своим управлением, состоящим из управляющего и секретаря». Предложение было принято единогласно и быстро приведено в исполнение, после чего общество на практике пошло по пути разработки преимущественно российской археологии, а также тесно связанных с ней славянской и восточной. В том же году на место Рейхеля и Жиля помощником председателя стал (до 1864 года) граф Д. Н. Блудов. После смерти герцога Лейхтенбергского, с 27 ноября 1852 года председателем стал великий князь Константин Николаевич.
И. П. Сахаровым была подготовлена концепция деятельности Общества, основанная на трёх пунктах: «на изучении русского человека как творца своих искусств и художеств; на обозрении русских древностей, где сохранился стиль, освященный веками и народными обычаями; на изучении событий нашей истории и преданий семейной жизни…».
Было прекращено печатание Mémoires; в дополнение к «Запискам Императорского археологического общества» с 1851 года выходили «Записки отделения русской и славянской археологии». А вскоре ввиду постоянно возрастающего числа работ и статей, поступавших в Общество от членов и посторонних учёных, к этим изданиям добавились новые: «Труды Восточного отделения Импер. арх. общества» (1-й т. вышел в 1856 г.) и «Известия Императорского археологического общества» (1-й т. вышел в 1859 г.). Последние предполагалось выпускать одновременно с «Записками Императорского археологического общества», что и продолжалось около десяти лет, и цель их заключалась в своевременном печатании протоколов заседаний Общества, также в помещении переписки его с разными лицами и учреждениями и мелких статей, которые по своему содержанию или объёму не могли бы быть напечатаны в «Записках».
Уже в первых томах изданий Общества были помещены небольшие статьи, касающиеся самых разных сторон археологической науки, подробные описания русских и восточных древностей и тексты древних памятников письменности, а также исторические исследования. В 1866 году вышел новый устав, узаконивающий все перемены, происшедшие с 1849 года; новый § 1 определил цели общества таким образом: «Общество имеет предметом своих занятий исследование по памятникам древности и старины, преимущественно отечественной, и распространение в России археологических знаний вообще». При этом Обществу было присвоено наименование «Императорского русского археологического общества» и даровано право присуждать медали за особо примечательные археологические труды. Кроме того, устав 1866 года также обеспечил финансирование Общества, утвердив за ним постоянное ежегодное денежное пособие из сумм государственного казначейства в размере 3000 рублей (эти деньги выделялись и раньше, но только в виде единоразовых выдач на шесть лет, по истечении которых требовался новый запрос).
В 1871 году исполнилось 25 лет со времени основания общества. Празднование этого юбилея было отмечено созывом в Санкт-Петербурге 2-го археологического съезда (1-й съезд прошёл в Москве в 1869 году). Субсидия обществу была увеличена до 5000 рублей. В 1887 году вышел новый устав, который внёс небольшие изменения в жизнь общества: был учреждён совет Общества для ведения всех хозяйственных дел и координации работы отделений и редакционный комитет, который производил «наблюдение за своевременным выходом в свет изданий Общества, а также определение, какие труды подлежат печатанию, и вообще редактирование изданий».
По состоянию на 8 января 1890 года в обществе было 260 членов, из них почётных членов — 18, действительных членов — 115, членов-сотрудников русских — 73 и иностранных — 51, и членов-сотрудников, избранных в прежние годы на основании устава 1849 года — 8.
В 1924 году общество вошло в состав Академии истории материальной культуры.

## Возрождение Археологического общества
В 1966 г. на Международном конгрессе предисториков и протоисториков в Праге образовалась инициативная группа - Матюшин, Ранов, Заднепровский, Гладилин. В 1972 г. была опубликована книга Матюшина "У колыбели истории", в которой впервые с 30-х г. XX в. суммировались новейшие данные по первобытной археологии последних 30 лет. 
В 1985 г. проведено первое учредительное собрание "Российского археологического общества" (РАО), решившего подготовить серию книг для школы "У колыбели истории". Для создания серии были приглашены ведущие ученые: академик Б.А. Рыбаков, академик А.П. Деревянко, академик АН Украины П.П. Толочко, доктора исторических наук В.И.Гуляев, Г.Н. Матюшин, В.А. Ранов, В.П. Даркевич и др.
С 1986 г. издательство "Просвещение" начало публиковать серию книг по археологии для широкого круга читателей, подготовленных РАО. В 1986 г. опубликована книга Г.Н. Матюшина, обобщавшая новейшие данные о происхождении человека. В 1988 г. вышла книга В.А. Ранова "Древнейшие страницы истории человечества", продолжившая книгу Г.Н. Матюшина рассказом о палеолите. В третьей книге серии (Г.Н. Матюшин "У истоков цивилизации") публикуются новейшие данные о рождении и причинах смерти древнейших цивилизаций. Четвёртая книга - В.И. Гуляева посвящена доколумбовой Америке. Подготовлены к печати книга В.П. Даркевича о древней Рязани и др.
В 1990 г. возрождено издание "Древностей". Первые два выпуска посвящены мемуарам, с третьего началась публикация научных материалов. В 1991 г. РАО официально зарегистрировано. С 1992 г. начал работать Археологический колледж РАО, с 1993 г. - музей.
С 1986 председателем возрожденного Российского археологического общества был Г.Н. Матюшин.

## Научная деятельность
Наиболее ценными археологическими исследованиями, проведёнными обществом, считаются[кем?] раскопки курганов, проведённые Л. К. Ивановским у реки Ловать (1871) и Н. Е. Бранденбургом в Приладожье (1879—1884).

## Издания
- Первый отчет Археологическо-нумизматического общества в Санкт-Петербурге. Заседания 1-5. — СПб., 1847.
- Mémoires de la société archéologique et de numismatique de St.-Petersburg (1847—1852). — Вып. 1—6.
- Перечень трудов и действий С.-Петербургского археологическо-нумизматического общества с половины 1846 по 1 генваря 1849 года. — СПб., 1849.
- Записки Санкт-Петербургского археолого-нумизматического общества (1847—1858) — 14 томов.
- Известия Русского археологического общества. Тома 1-10. — СПб., 1859—1884.
- Записки Русского археологического общества (Записки новой серии). — СПб., 1886—1902 — 12 томов.
- Медали присужденные Русским археологическим обществом в первое пятидесятилетие его существования. — СПб., 1899.

## Отделения общества
- Археологии древнеклассической, византийской и западно-европейской
- Библиотека общества
- Восточное
- Классическое
- Музей общества
- Нумизматическое
- Русской и славянской археологии

## Известные сотрудники
- Бартольд, Василий Владимирович
- Бранденбург, Николай Ефимович
- Георгиевский, Василий Тимофеевич
- Гиль, Христиан Христианович
- Гинцбург, Давид Горациевич
- Глазов, Владимир Гаврилович
- Голышев, Иван Александрович
- Джавахишвили, Иван Александрович
- Иверсен, Владимир Михайлович
- Иностранцев, Константин Александрович
- Казнаков, Александр Николаевич
- Кондаков, Никодим Павлович
- Корф С. П.
- Лерх, Пётр Иванович (с 1860 г.)
- Мартьянов, Николай Михайлович
- Милеев, Дмитрий Васильевич
- Павлов-Сильванский, Николай Павлович
- Покровский, Николай Васильевич
- Покрышкин, Пётр Петрович
- Половцов А. В.
- Прозоровский, Дмитрий Иванович
- Поярков, Фёдор Владимирович
- Рерих, Николай Константинович
- Розен, Виктор Романович
- Романов, Константин Константинович
- Ростовцев, Михаил Иванович
- Вел. кн. Сергей Александрович
- Смирнов, Яков Иванович
- Спицын, Александр Андреевич
- Суслов, Владимир Васильевич
- Толстой, Иван Иванович
- Топчибашев, Мирза Джафар
- Фармаковский, Борис Владимирович
- Фасмер, Максимилиан Романович
- Хитрово Н. В.
- Щусев, Алексей Викторович